# Los Cerralbos
Los Cerralbos település Spanyolországban, Toledo tartományban. Los Cerralbos Lucillos, Cardiel de los Montes, Nombela, El Casar de Escalona, Otero és Illán de Vacas községekkel határos. Lakosainak száma 425 fő (2024).

## Népesség
A település népessége az utóbbi években az alábbiak szerint változott:
| Lakosok száma | 460  | 433  | 455  | 514  | 459  | 414  | 414  | 421  | 397  | 425  |
|               | 2001 | 2004 | 2007 | 2009 | 2012 | 2014 | 2017 | 2019 | 2022 | 2024 |